# Palézieux
Palézieux es una localidad y antigua comuna suiza del cantón de Vaud, situada en el distrito de Lavaux-Oron. Desde el 1 de enero de 2012 hace parte de la comuna de Oron.

## Historia
La localidad fue mencionada por primera vez en 1134 bajo el nombre de Palaisol. La comuna formó parte hasta el 31 de diciembre de 2007 del distrito de Oron, círculo de Oron. La comuna mantuvo su autonomía hasta el 31 de diciembre de 2011. El 1 de enero de 2012 pasó a ser una localidad de la comuna de Oron, tras la fusión de las antiguas comunas de Bussigny-sur-Oron, Châtillens, Chesalles-sur-Oron, Ecoteaux, Les Tavernes, Les Thioleyres, Oron-la-Ville, Oron-le-Châtel, Palézieux y Vuibroye.

## Geografía
La antigua comuna limitaba al norte con las comunas de Oron-la-Ville, Oron-le-Châtel y Chesalles-sur-Oron, al este con Ecoteaux, al sur con Bossonnens (FR) y Granges (Veveyse) (FR), y al oeste con Les Thioleyres y Les Tavernes.

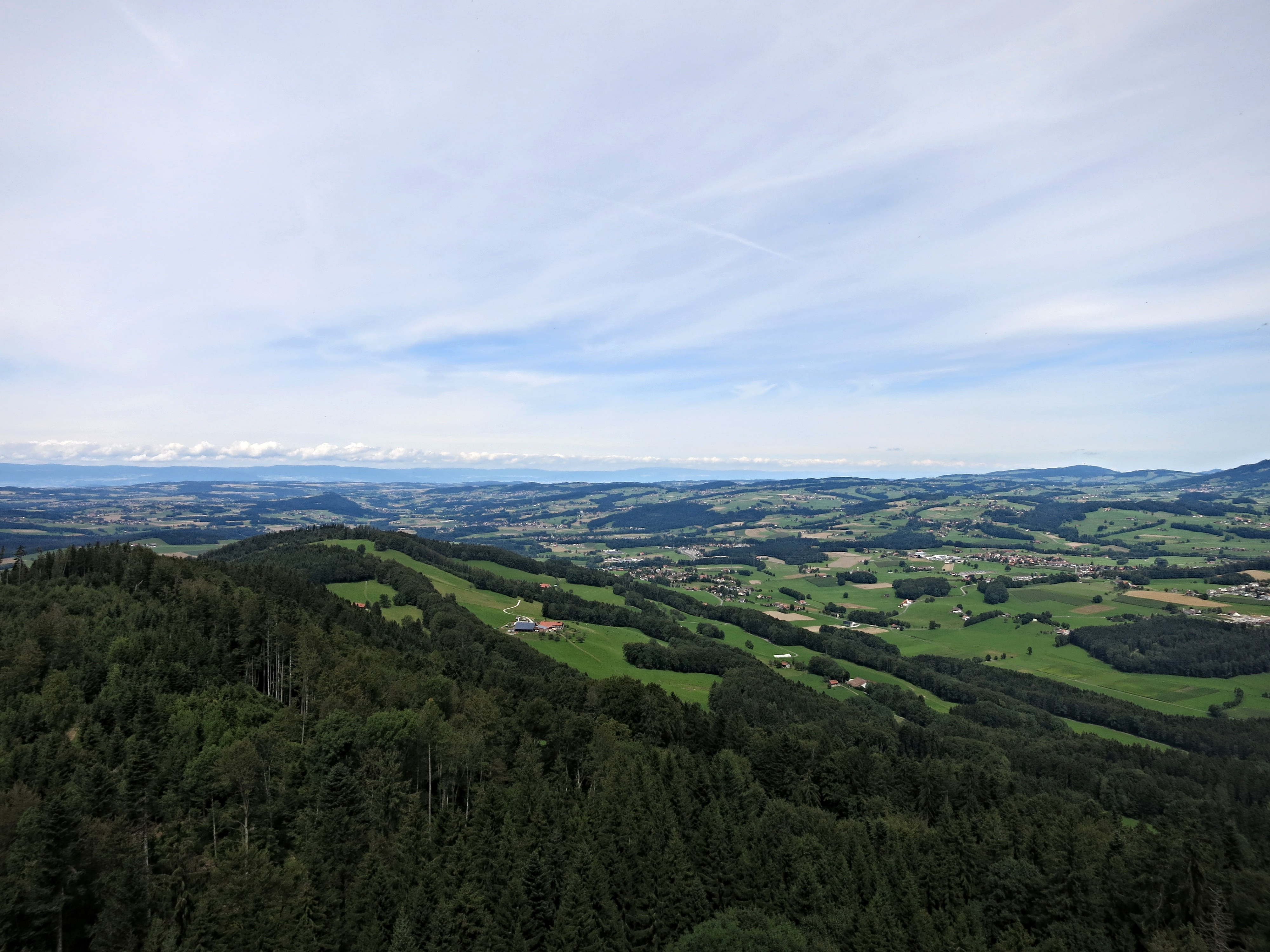
Mont-Pèlerin en Palézieux.